# L'Abécédaire de Claude de France
LAbécédaire et  livre de prière de Claude de France est un livre manuscrit enluminé contenant un abécédaire puis un livre de prières. Commandé par Anne de Bretagne pour sa fille aînée Claude de France, ses miniatures sont l'œuvre de Guido Mazzoni. Il est actuellement conservé au Fitzwilliam Museum à Cambridge. 

## Historique
En 1505, la reine Anne de Bretagne commande pour sa fille aînée Claude, alors âgée de 6 ans, un livre afin qu'elle puisse apprendre à lire. L'usage est à cette époque d'apprendre à lire dans un livre de prière ou un livre d'heures. 
Le manuscrit ne réapparait qu'au XVIIIe siècle dans une collection privée anglaise.où il reçoit sa reliure actuelle. Il est acquis en 1808 par Richard FitzWilliam. Il lègue sa collection à l'université de Cambridge en 1816. Il est actuellement conservé dans le musée qui porte son nom.

## Attribution des décors du manuscrit
Par son style, le manuscrit a été un temps attribué au maître anonyme d'Antoine de Roche. Mais cette attribution a fait l'objet de débat. Celui-ci a finalement été identifié au sculpteur italien Guido Mazzoni. Si ce dernier est surtout connu pour ses statues, il arrive à la cour de France avec le retour de Charles VIII en 1496 des guerres d'Italie. Il y est embauché en tant que peintre et enlumineur avec d'autres artistes italiens. 

## Description
L'alphabet moralisé est utilisé comme livre d'instruction. Le manuscrit commence par un abécédaire puis contient une série de prières et de textes provenant de la tradition chrétienne, que chaque enfant devait apprendre par cœur, tout en permettant d'apprendre à lire : le Notre Père, l’Ave Maria, le Credo, les grâces avant et après les repas, le Confiteor, ainsi que les principales prières de la messe,.
Le manuscrit contient 36 petites miniatures réparties sur 12 pages, représentant des scènes de la Genèse de la création à la mort d'Adam, au regard de scènes de la vie du Christ. Une grande miniature pleine page se trouve au début du livre représentant sainte Anne présentant la Vierge et Anne de Bretagne à saint Claude de Besançon. Une autre en fin d'ouvrage représente Claude de France présentée à sainte Anne et la Vierge par saint Claude. Toutes les miniatures sont encadrées d'un décor architectural,.
Les lettres ont des symboliques, en affinité avec le zodiaque, selon les codes qui valaient au Moyen-Âge.

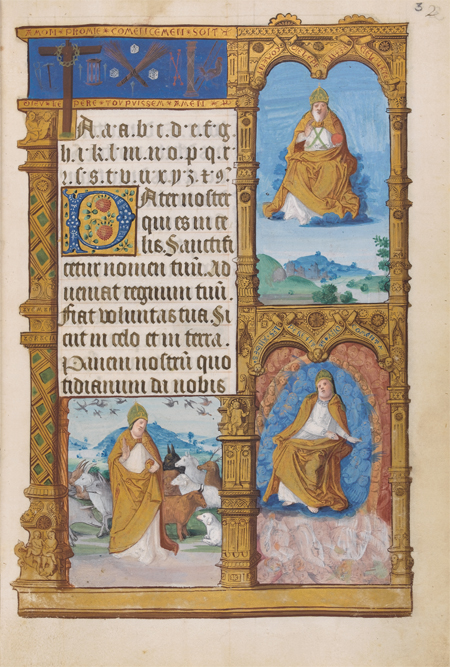
Folio 3 recto : scènes de la Genèse
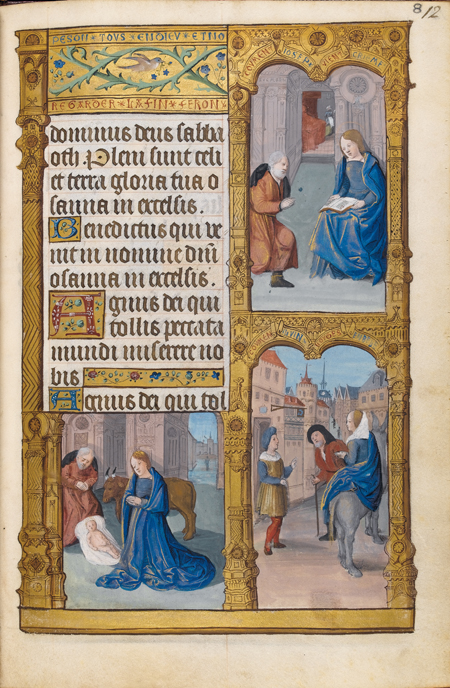
Folio 8 recto : scènes de la Nativité
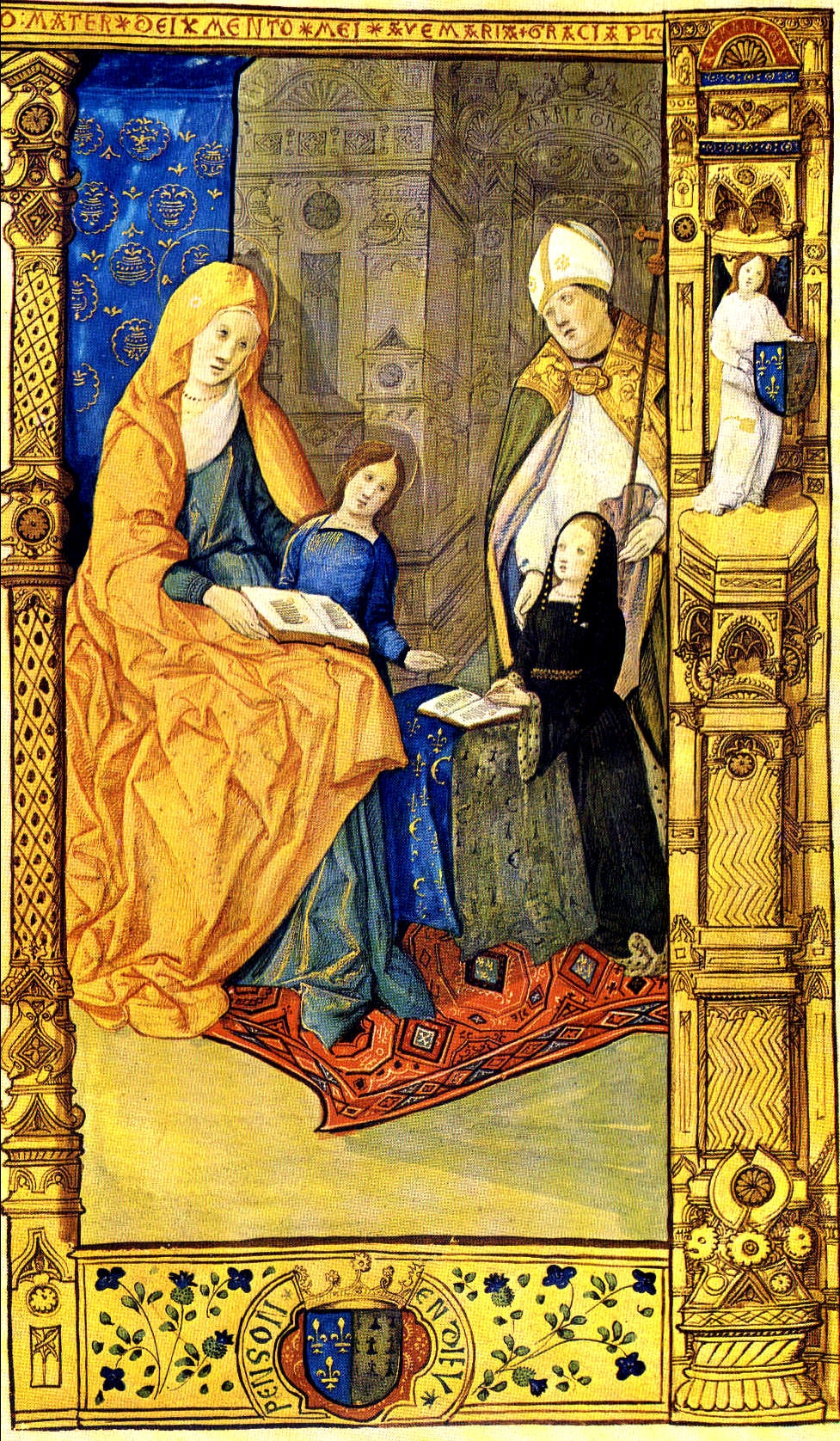
Miniature de fin : présentation de Claude de France à sainte Anne

#### Manuscrit
- (en) « The Primer of Claude of France (MS 159) », sur The Fitzwilliam museum - Cambridge.
- L’Abécédaire de Claude de France (facsimilé), Lucerne, éditions Quaternio, 2012.

#### Ouvrages de synthèse
- Marie-Ange Boitel-Souriac, « Quand vertu vient de l'étude des bonnes lettres : l'éducation humaniste des Enfants de France de François Ier aux derniers Valois », Revue historique, vol. 1, no 645,‎ 2008, p. 33 à 59 (lire en ligne).
- Danièle Alexandre-Bidon, « La lettre volée. Apprendre à lire à l'enfant au Moyen Âge », Annales, nos 44-4,‎ 1989, p. 953-992 (lire en ligne).
- Pierre-Gilles Girault, Anne de Bretagne et l'enluminure : images d'une reine (exposition), Musée du château de Langeais, 2014 (lire en ligne), chap. 17 (« L'éducation d'une reine : abécédaire de Claude de France »).